# Imre Makovecz
Imre Makovecz (Boedapest 20 november 1935 - aldaar 27 september 2011) was een Hongaars architect. Hij was een bouwmeester in organische architectuur, voornamelijk in hout. Zijn werk inspireert zich op Frank Lloyd Wright en de antroposofische ideeën van Rudolf Steiner samen met specifiek Hongaarse tradities.

## Werken
Zijn belangrijkste werken zijn:
- Het culturele centrum van Sárospatak in 1982
- De sporthal van Visegrád in (1985)
- Het gemeentehuis en het handelscentrum van de Slowaakse stad Dunajská Streda
- Het gemeenschapscentrum in de Hongaarse plaats Kakasd in 1996
- Medeontwerper van de gebouwen van de Piliscsaba campus van de Pázmány Péter Katholieke Universiteit van Boedapest.
- Het paviljoen van Hongarije op de Wereldtentoonstelling van 1992 in Sevilla.

Verder ontwierp hij de in 2008 onthulde Gereformeerde Kerk in de Roemeense stad Cluj-Napoca. De kerk werd voornamelijk gefinancierd door Nederlanders, samen met enkele vermogende plaatselijke etnisch Hongaarse en Szeklers uit Transsylvanië. Cluj werd vroeger Koloszvar (de Hongaarse naam) genoemd, maar werd als het Duitse Klausenburg gesticht en is eigenlijk een Hongaars-Zevenburger Saksenstad met Gereformeerde-Lutheraanse achtergronden
- Bibsys: 90160639
- Bibliothèque nationale de France: cb12287641c (data)
- Catàleg d'autoritats de noms i títols de Catalunya: 981058529000406706
- CiNii: DA04808113
- Gemeinsame Normdatei: 119226936
- International Standard Name Identifier: 0000 0001 0935 5682
- Library of Congress Control Number: n83038734
- Nationale Bibliotheek van Letland: 000256713
- Nationale Bibliotheek van Tsjechië: jn20000701129
- Nationale Bibliotheek van Israël: 987007461195005171
- Nationale Bibliotheek van Polen: a0000003420315
- Nationale en Universitaire bibliotheek Zagreb: 000482808
- Nederlandse Thesaurus van Auteursnamen: 07467398X
- Réseau des bibliothèques de Suisse occidentale: 02-A003553115
- RKD-Nederlands Instituut voor Kunstgeschiedenis: 303618
- SNAC: w6ms5xpc
- Système universitaire de documentation: 070139938
- Union List of Artist Names: 500003327
- Virtual International Authority File: 111336623
- WorldCat: E39PBJwX7JwRVdwRPpYjjmFtKd